# سیارک ۱۰۴۵۸
سیارک ۱۰۴۵۸ (به انگلیسی: 10458 Sfranke، نامگذاری:1978RM7) ده هزار و چهارصد و پنجاه و هشتمین سیارک کشف شده‌است که در ۲ سپتامبر ۱۹۷۸ کشف شد.
قدر مطلق سیارک برابر ۱۳٫۵ است.